# Samsung Galaxy A11
Il Samsung Galaxy A11 è uno smartphone prodotto da Samsung, facente parte della serie Samsung Galaxy A.

## Caratteristiche tecniche

### Hardware
Il Galaxy A11 è uno smartphone con form factor di tipo slate, le cui dimensioni sono di 161,4 × 76,3 × 8 millimetri e pesa 177 grammi.
Il dispositivo è dotato di connettività GSM, HSPA, LTE, di Wi-Fi 802.11 b/g/n con supporto a Wi-Fi Direct ed hotspot, di Bluetooth 4.2 con A2DP ed LE, di GPS con A-GPS, BDS, GALILEO e GLONASS e di radio FM. Ha una porta USB-C 2.0 ed un ingresso per jack audio da 3,5 mm.
Il Galaxy A11 è dotato di schermo touchscreen capacitivo da 6,4 pollici di diagonale, di tipo PLS IPS con aspect ratio 19,5:9, angoli arrotondati e risoluzione HD+ 720 ×1560 pixel (densità di 268 pixel per pollice). Il frame laterale ed il retro sono in plastica.
La batteria ai polimeri di litio da 4000 mAh supporta la ricarica rapida a 15 W non è removibile dall'utente.
Il chipset è un Qualcomm Snapdragon 450. La memoria interna di tipo eMMC 5.1 è di 32 o 64 GB, mentre la RAM è di 2 o 3 GB (in base al taglio scelto).
La fotocamera posteriore ha 3 sensori, uno principale da 13 MP con apertura f/1.8, uno da 5 MP grandangolare e uno da 2 MP di profondità, è dotata di autofocus, modalità HDR e flash LED, in grado di registrare al massimo video full HD a 30 fotogrammi al secondo, mentre la fotocamera anteriore è da 8 megapixel e registra video in full HD a 30 fps.

### Software
Il sistema operativo è Android, in versione Android 10 e con l'interfaccia utente One UI Core 2.0 o 2.1 a seconda del mercato e della disponibilità degli aggiornamenti.
Da maggio 2021 inizia a ricevere Android 11 con One UI Core 3.1.
Da ottobre 2022 comincia a ricevere Android 12 con One UI 4.1 a partire dai modelli destinati al Sri Lanka.

## Commercializzazione
Il dispositivo è stato commercializzato a maggio 2020.
Un dispositivo simile, il Samsung Galaxy M11, era stato immesso sul mercato già a marzo 2020, ma con una capacità della batteria maggiore (5000 mAh).